# Мураевка (Орловская область)
Мураевка — деревня в Сосковском районе Орловской области России. 
Административный центр Мураевского сельского поселения в рамках организации местного самоуправления и административный центр Мураевского сельсовета в рамках административно-территориального устройства.

## География
Расположена в 11 км юго-востоку от райцентра, села Сосково, и в 50 км к юго-западу от центра города Орёл.

## Население
| 2002 | 2010 |
| ---- | ---- |
| 210  | ↘169 |

Согласно результатам переписи 2002 года, в национальной структуре населения русские составляли 100 % от жителей.